# Dilatatiocauda bipartita
Dilatatiocauda bipartita is een eenoogkreeftjessoort uit de familie van de Porcellidiidae. De wetenschappelijke naam van de soort is voor het eerst geldig gepubliceerd in 1997 door Kim M.S. & W. Kim.